# Tamaca
Tamaca est l'une des dix paroisses civiles de la municipalité d'Iribarren dans l'État de Lara au Venezuela. Sa capitale est Barquisimeto, chef-lieu de la municipalité et capitale de l'État, dont elle constitue l'une des paroisses civiles urbaines, déconnectée et située au nord du cœur urbain dont elle est séparée par le massif dominé par le cerro Gordo.

## Géographie

### Démographie
Si Barquisimeto constitue de jure sa capitale, la paroisse civile abrite de fait d'autres localités, parmi lesquelles :
- Agua Azul
- Alí Primera
- Barquisimeto
- Buenos Aires
- Corderito
- Cordero
- Cruz de Piedra
- El Caño
- El Cardón
- El Potrero
- El Paují
- El Sanchero
- El Serrano
- Laguna de Paja
- Laguna Salada
- La Chivera
- La Encrucijada
- La Fila del Retén
- La Horqueta
- La Plazuela
- La Sábila
- Las Palmitas
- Las Playitas
- Las Tunas
- Las Tunitas
- Los Rastrojitos
- Los Robles
- Malecón
- Mapararí
- Nonavana
- Pueblo Nuevo
- Retén Abajo
- Retée del Medio
- Sabana de Tiquire
- Santa Cruz
- Santa Inés
- Sorage
- Tacarigua
- Tamaca
- Tamaquita
- Toroy
- Valle Hondo